# Chiesa di Sant'Agnese (Predaia)
La chiesa di Sant'Agnese è la parrocchiale di Tres, frazione di Predaia in Trentino. Risale al XIX secolo.

## Storia

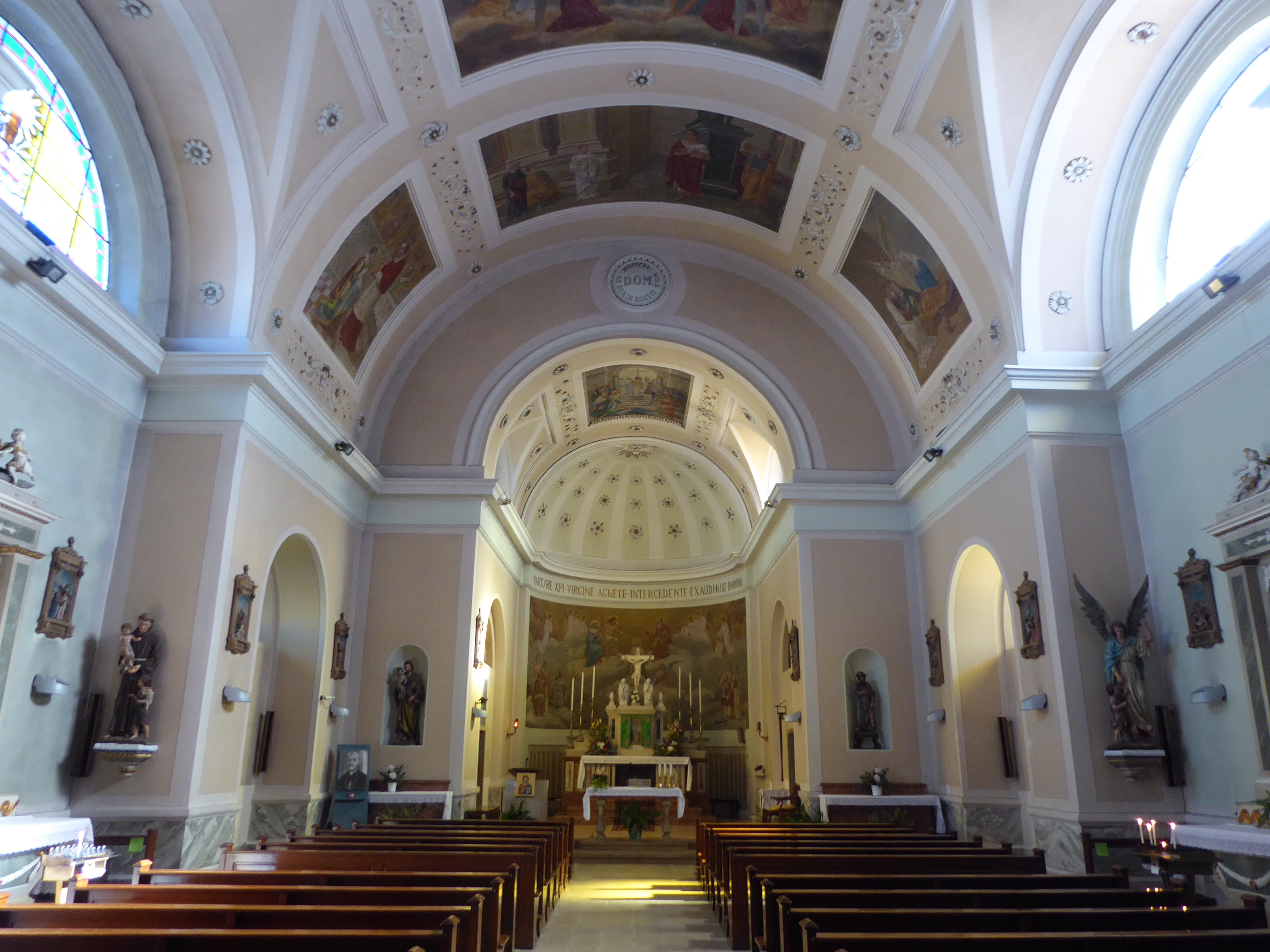
Interno

Il primo edificio sacro costruito sul sito della chiesa di Sant'Agnese era del XV secolo ed era dedicato a San Rocco. Nel XIX secolo si sentì la necessità di una nuova chiesa adeguata alle esigenze della comunità e il cantiere per la sua costruzione venne aperto nel 1837. I lavori si conclusero quattro anni dopo e nel 1850 la chiesa fu consacrata con cerimonia solenne dal vescovo di Trento Giovanni Nepomuceno de Tschiderer.
Pochi anni dopo fu oggetto di interventi per decorarla, ed in particolare venne dipinta una meridiana sulla sua parete a sud.
All'inizio del XX secolo vennero fuse le cinque campane del concerto per la torre dalla fonderia Chiappani di Trento in sostituzione di quelle distrutte pochi anni prima da un incendio nella vecchia chiesa di Sant'Agnese (la chiesa di Sant'Agnese in Colle)  e si decise di non riposizionarle nel vecchio edificio ma di metterle provvisoriamente in centro al paese, accanto all'edificio nuovo. La nuova torre campanaria venne eretta poi nel 1910.
Nel 1914 Metodio Ottolini decorò la facciata e gli interni con i suoi dipinti murali.
La chiesa venne elevata a dignità parrocchiale nel 1921 e ottenne l'indipendenza dalla pieve di Taio e nel 1923 vennero fuse nuove campane in sostituzione di quelle requisite dagli austriaci nel periodo bellico.
Nel 1944 l'Ottolini continuò la sua opera di decorazioni iniziata trent'anni prima lavorando sulle volte della zona absidale e della sacrestia.
A partire dagli anni cinquanta vennero posizionate nuove vetrate, venne installato l'organo, fu elettrificato il movimento delle campane e fu realizzato l'adeguamento liturgico. 
Nel nuovo secolo l'impianto di riscaldamento è stato collegato al teleriscaldamento locale.

## Descrizione
La torre campanaria che sorge accanto alla chiesa è stata costruita con pietra bianca ottenuta dalle cave di Tres.